# Long Street (Kapstadt)

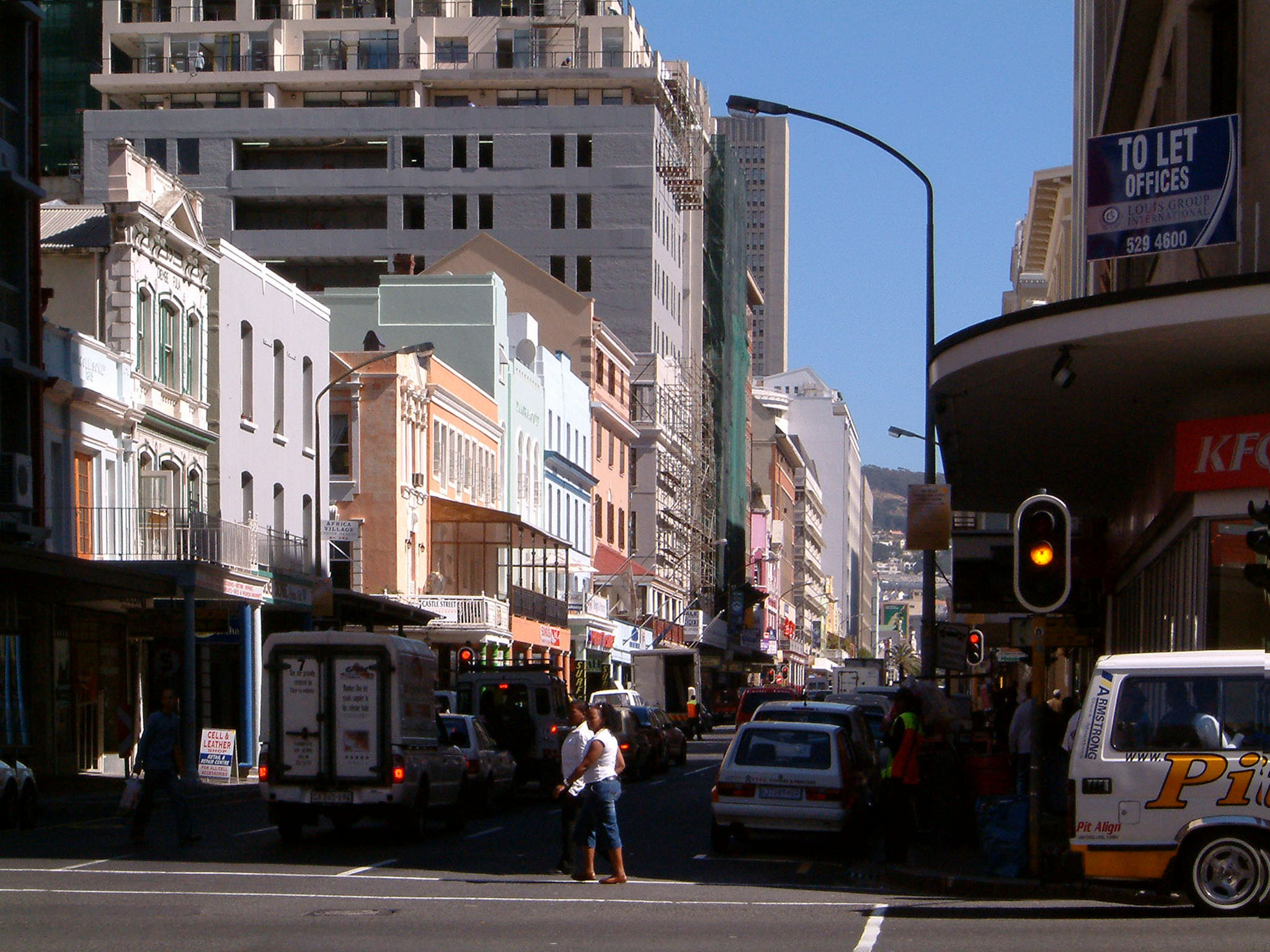
Blick in die Long Street

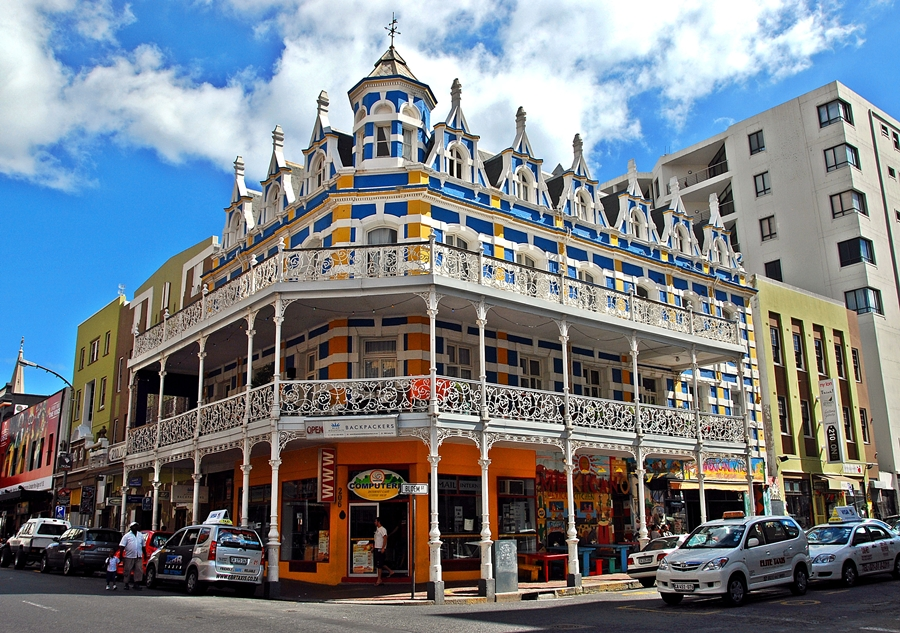
Das Hotel Blue Lodge (heute: Blue Mountain backpackers hostel) in der Long Street, Entwurf von Max Rosenberg, erweitert durch Austin Cook

Die Long Street (deutsch: „Lange Straße“) ist eine Straße im Zentrum von Kapstadt, Südafrika. Bis etwa 1790 war sie unter dem Namen De Derde Berg Dwars Straat bekannt.

## Lage
Bereits vor 300 Jahren existierte der heute 3,2 Kilometer lange Straßenzug und gehört damit zu den ältesten Verkehrswegen Kapstadts. In der frühen Geschichte der Stadt war sie mit 3,8 Kilometern hier die längste Straße. Ursprünglich reichte sie vom Hafen bis nach Tamboerskloof, wo sie heute durch die Kloof Street ihre Fortsetzung findet. Wesentliche Straßenquerungen bilden von Richtung des Hafens stadteinwärts ausgehend die Walter Sisulu Avenue, Hans Strijdom Avenue, Strand Street, Wale Street und Orange Street.

## Beschreibung
Besonderes Merkmal dieser Straße sind Gebäude im Georgianischen und  Viktorianischen Stil, vielfach noch mit schmiedeeisernen Balkongeländern an ihren Fassaden.

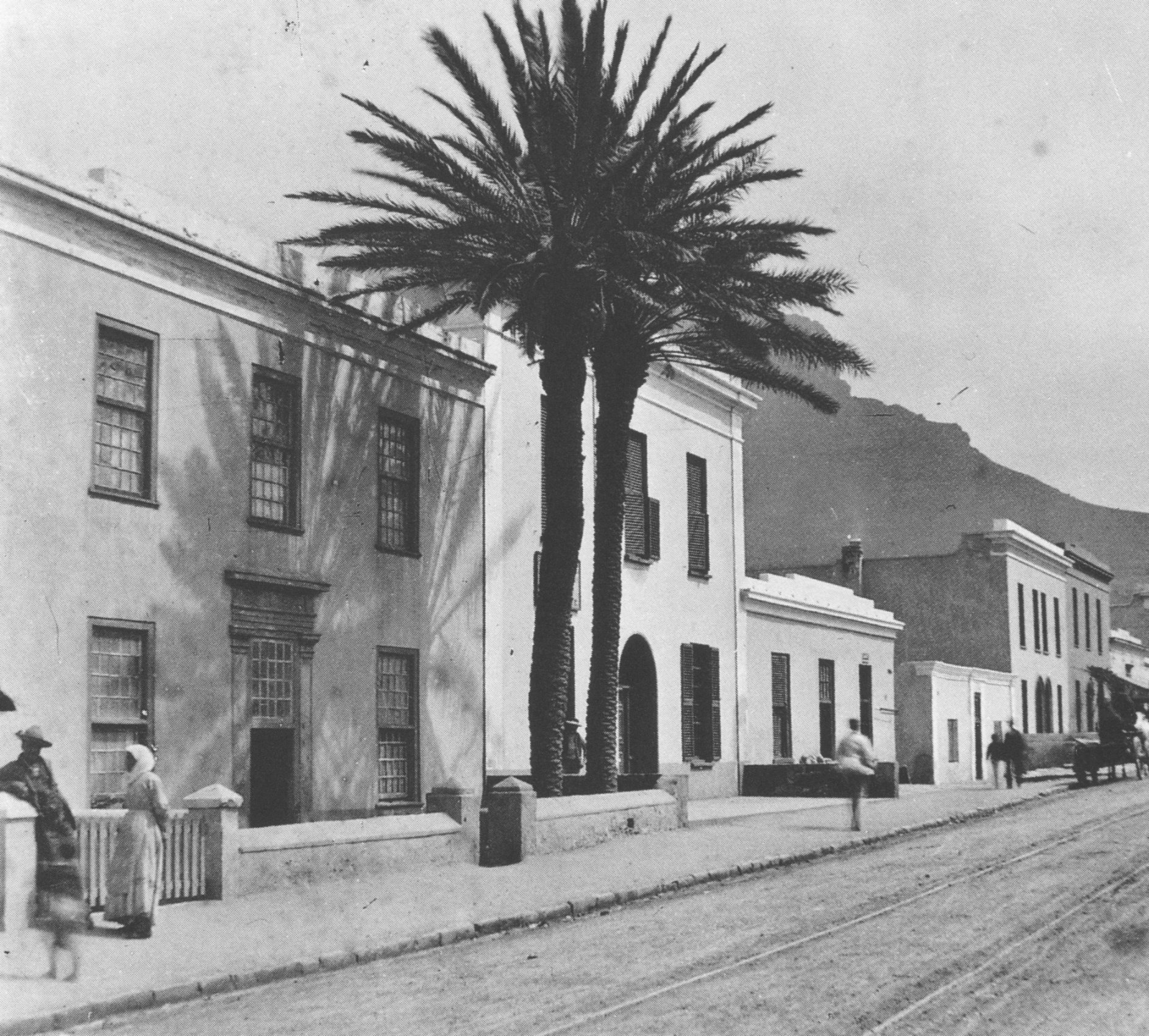
Palm Tree Mosque (links), Foto etwa 1915

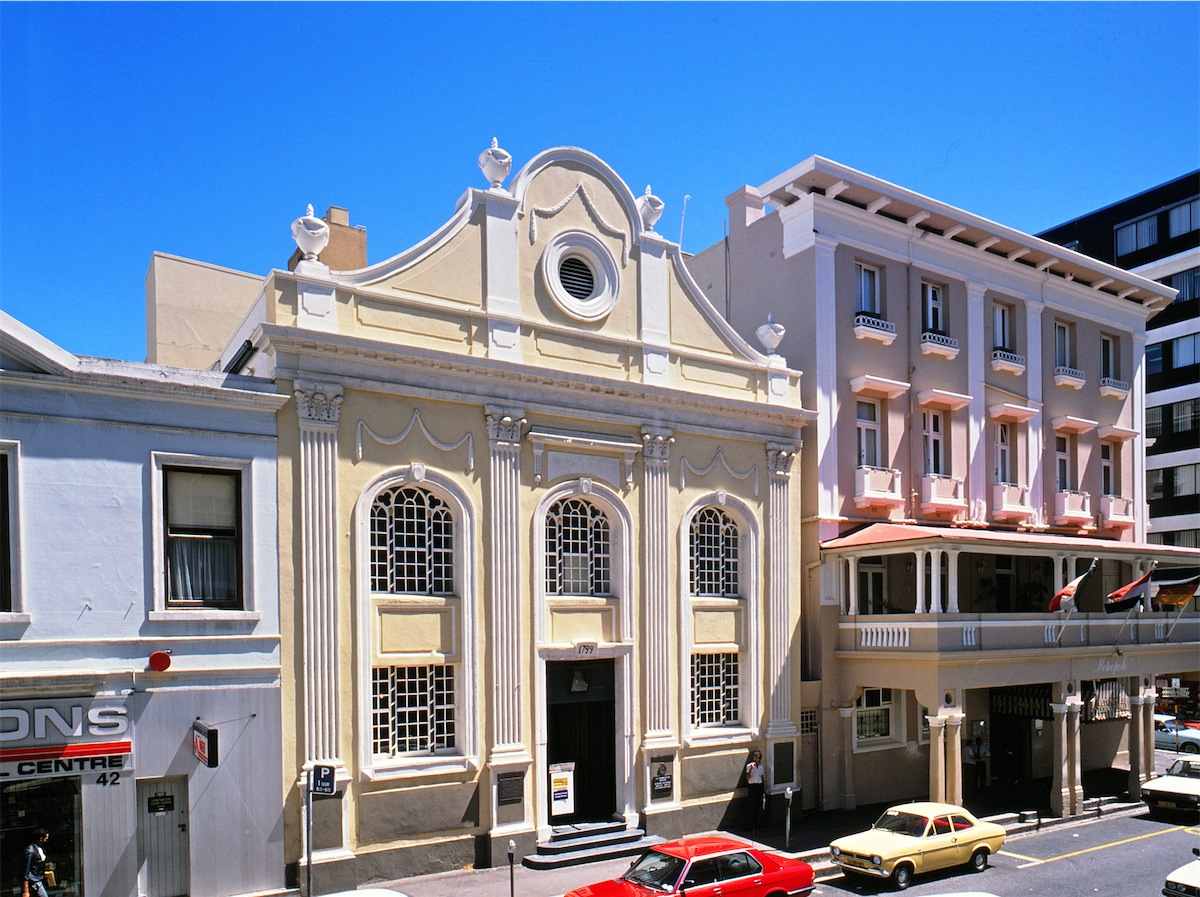
Das Sendinggestig Museum (Bildmitte)

Das einzige komplett erhaltene Bauwerk aus dem 18. Jahrhundert ist die Palm Tree Mosque (185 Long Street), ein zur Straße zu schlichtes Gebäude mit einem flach gehaltenen Dach. Zu dieser Zeit lebten hier Muslime, die sich aber auch in Privatgebäuden zu religiösen Anlässen trafen. Die Gemeinde dieser Moschee gründete sich im Jahre 1777. Das Gebäude wurde zu Beginn des 19. Jahrhunderts von den Muslimen Frans van Bengalen und Jan van Bougies erworben und 1807 zur Moschee umgewandelt. Eine weitere Moschee (Noor el Hamedia) steht an der Ecke mit der Dorp Street. Diese stammt jedoch aus dem Jahre 1881 und verfügt hingegen über ein Minarett. Ihr Baukörper wird von einem flachen Dach geschützt und die Fassade besitzt Fensteröffnungen im Maurischen Stil.
Als 1799 die London Missionary Society zusammen mit der Netherlands Missionary Society in Kapstadt einen Ort suchten, um an diesen zusammenzukommen, traf man sich zunächst in einem Gebäude an der Ecke Long Street/Hout Street. Auf Initiative von Rev. J.P. Serrurier begann 1804 die Errichtung eines eigenen Kirchenbaus an der Long Street durch den Baumeister Johan Godfried Mocke und den Zimmermannsmeister Joseph van Schalkhoven. Den Entwurf zur Fassade lieferte F.W. de Wet. Das Gebäude dient heute als South African Sendinggestig Museum (40 Long Street).
Die St.-Martini-Kirche der heutigen deutschen evangelisch-lutherischen Gemeinde befindet sich am oberen Ende der Long Street (240 Long Street). Der Kirchenbau wurde 1853 geweiht. Die evangelische Missionsarbeit in der Kapregion begann jedoch schon 1737 durch einen Herrnhuter Missionar der Moravian Mission in Genadendal.
Das Gebäude Carnival Court besitzt an seiner langgestreckten Fassade zur Straße zwei übereinander liegende Galerien. Obwohl noch Relikte der Georgianischen Architektur erkennbar sind, wurde es durch nachträgliche Veränderungen im Viktorianischen Stil und mit Elementen aus der Zeit des Art Nouveau überprägt.
Typische Baumaterialien an und in den historischen Gebäuden sind Gusseisen, Yellowwood, Stinkwood (Ocotea bullata) für die Galerien und Robben-Island-Schiefer als Bodenbelag.

## Tourismus
Viele Einheimische und Touristen halten sich in der Long Street auf, die als Sehenswürdigkeit gilt. Auf Grund vieler Trödel- und Antiquitätenläden, Hotels, Restaurants und Bars ist die Straße zu jeder Tageszeit belebt.